# Niepokalanów-Klasztor
Niepokalanów-Klasztor – część wsi Paprotnia w Polsce, położona w województwie mazowieckim, w powiecie sochaczewskim, w gminie Teresin.
Leży w północnej części Paprotni, która dawniej stanowiła odrębną wieś o nazwie Paprotnia Bankowa. Znajduje się tu klasztor ojców franciszkanów oraz Sanktuarium Matki Bożej Niepokalanej i Świętego Maksymiliana Kolbe.
W 1933 roku wieś Paprotnia Bankowa, Niepokalanów-Klasztor oraz stacja kolejowa Szymanów utworzyły gromadę o nazwie Paprotnia Bankowa w gminie Szymanów w powiecie sochaczewskim. W 1943 roku liczyła ona 747 mieszkańców. Po wojnie zintegrowana z gromadą Paprotnia (Stara).